# Billy Higgins
Billy Higgins (11. oktober 1936 i Los Angeles, Californien – 3. maj 2001 i Inglewood, Californien, USA) var en amerikansk jazztrommeslager.
Higgins startede som 12 årig med at spille trommer med lokale rythm & blues bands, men fik hurtig jobs i forskellige jazzgrupper og solister bl.a. Dexter Gordon. I 1957 fik han sin indspilnings debut i bassisten Red Mitchell's kvartet, og i 1959 fik han jobbet i Ornette Coleman's kvartet. Higgins der en meget alsidig jazztrommeslager har indspillet med mange store jazzmusikere på plademærket Blue Note Records. 
Han var en af de mest benyttede sidemen op i gennem 1960'erne. Blandt de musikere han har spillet og indspillet med tæller Herbie Hancock, Lee Morgan, Donald Byrd, Hank Mobley, Sonny Rollins, Jackie Mclean, Dexter Gordon, Cedar Walton, Ornette Coleman, Don Cherry og mange andre.
Har også ledet og indspillet med egne grupper.

## Diskografi
- Billy Higgins – Soweto
- Billy Higgins – Mr. Billy Higgins
- Billy Higgins – The Soldier
- Billy Higgins – Bridgework
- Billy Higgins – Once More
- Billy higgins – 3/4 for Peace
- Billy Higgins – Billy Higgins quintet

## Eksterne kilder og henvisninger
- Om Billy Higgins
- Biografi